# Christopher Montgomery

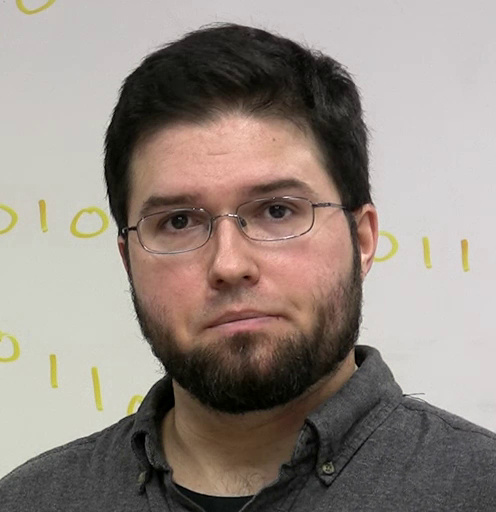
Christopher Montgomery 2010

Christopher „Monty“ Montgomery (auch bekannt als „Monty“ oder „xiphmont“; * 6. Juni 1972[?]) ist ein Entwickler freier Multimedia-Software. Er ist unter anderem der Schöpfer des freien Ogg-Containerformates und des Audio-Codecs Vorbis und der Gründer der Xiph.Org Foundation, die die Nutzung unbeschränkt nutzbarer Multimedia-Codecs propagiert.
Er ist erfahrener Multimedia-Programmierer, seit langem Befürworter der Idee der freien Software und Musiker. Montgomery wohnt in der Nähe von Boston.
Montgomery studierte am Massachusetts Institute of Technology (MIT) und machte dort einen Bachelor of Science in Elektrotechnik und Informatik. Außerdem erreichte er den Grad des Master of Engineering in Technischer Informatik an der Technischen Hochschule Tokio (Tōkōdai, 東工大).
1994 gründete er die heutige Xiph.Org Foundation. Gegen Ende 1994 begann er an cdparanoia zu arbeiten. 1998 begann er direkt an Vorbis zu arbeiten – als Weiterentwicklung von Entwicklungen, die er für seine MIT-Studienarbeit erbracht hatte.
Bis 2013 arbeitete er im Auftrag von Red Hat an der Verbesserung des Theora-Codecs. Weiterhin arbeitet er (weiter) an einem neuen Audio-Codec.
Im Oktober 2013 wechselte er zu Mozilla, um an einem neuen Videostandard namens „Daala“ zu arbeiten, der HEVC/H.265 qualitativ überlegen sein soll.